# Lista över fornlämningar i Årjängs kommun
Lista över fornlämningar i Årjängs kommun är en förteckning av ett urval av de fornlämningar som finns i Årjängs kommun.

## Blomskog
| Namn                         | Lämningstyp                      | Tillkomsttid | Historisk indelning | Plats | Läge                 | ID-nr          | Bild                                      |
| ---------------------------- | -------------------------------- | ------------ | ------------------- | ----- | -------------------- | -------------- | ----------------------------------------- |
| Blomskog 1:1                 | Stensättning                     |              | Blomskog, Värmland  |       | 59.202311, 12.040046 | 10211800010001 | Ladda upp en bild av detta fornminne      |
| Blomskog 2:1                 | Stensättning                     |              | Blomskog, Värmland  |       | 59.231423, 12.001729 | 10211800020001 | Ladda upp en bild av detta fornminne      |
| Blomskog 4:1                 | Stensättning                     |              | Blomskog, Värmland  |       | 59.222889, 12.016737 | 10211800040001 | Ladda upp en bild av detta fornminne      |
| Blomskog 5:1                 | Stensättning                     |              | Blomskog, Värmland  |       | 59.239999, 11.980710 | 10211800050001 | Ladda upp en bild av detta fornminne      |
| Blomskog 6:1                 | Stensättning                     |              | Blomskog, Värmland  |       | 59.185281, 12.091976 | 10211800060001 | Ladda upp en bild av detta fornminne      |
| Blomskog 6:2                 | Stensättning                     |              | Blomskog, Värmland  |       | 59.185238, 12.092798 | 10211800060002 | Ladda upp en bild av detta fornminne      |
| Blomskog 9:1                 | Röse                             |              | Blomskog, Värmland  |       | 59.210866, 12.049297 | 10211800090001 | Ladda upp en bild av detta fornminne      |
| Blomskog 11:1                | Stensättning                     |              | Blomskog, Värmland  |       | 59.181783, 12.083386 | 10211800110001 | Ladda upp en bild av detta fornminne      |
| Blomskog 12:1                | Stenkammargrav                   |              | Blomskog, Värmland  |       | 59.184561, 12.087935 | 10211800120001 | Ladda upp en bild av detta fornminne      |
| Blomskog 13:1                | Röse                             |              | Blomskog, Värmland  |       | 59.212161, 12.045761 | 10211800130001 | Ladda upp en bild av detta fornminne      |
| Blomskog 14:1                | Röse                             |              | Blomskog, Värmland  |       | 59.213768, 12.046456 | 10211800140001 | Ladda upp en bild av detta fornminne      |
| Blomskog 14:2                | Röse                             |              | Blomskog, Värmland  |       | 59.214122, 12.046506 | 10211800140002 | Ladda upp en bild av detta fornminne      |
| Blomskog 14:3                | Stensättning                     |              | Blomskog, Värmland  |       | 59.214299, 12.046537 | 10211800140003 | Ladda upp en bild av detta fornminne      |
| Blomskog 15:1                | Stensättning                     |              | Blomskog, Värmland  |       | 59.213537, 12.060328 | 10211800150001 | Ladda upp en bild av detta fornminne      |
| Blomskog 16:1                | Stenkammargrav                   |              | Blomskog, Värmland  |       | 59.210185, 12.074475 | 10211800160001 | Ladda upp en bild av detta fornminne      |
| Blomskog 17:1                | Röse                             |              | Blomskog, Värmland  |       | 59.247148, 12.043662 | 10211800170001 | Ladda upp en bild av detta fornminne      |
| Blomskog 18:1                | Röse                             |              | Blomskog, Värmland  |       | 59.245710, 12.045965 | 10211800180001 | Ladda upp en bild av detta fornminne      |
| Blomskog 20:1                | Röse                             |              | Blomskog, Värmland  |       | 59.241313, 12.036529 | 10211800200001 | Ladda upp en bild av detta fornminne      |
| Blomskog 22:1                | Stensättning                     |              | Blomskog, Värmland  |       | 59.228788, 12.020657 | 10211800220001 | Ladda upp en bild av detta fornminne      |
| Blomskog 23:1                | Röse                             |              | Blomskog, Värmland  |       | 59.229513, 12.020516 | 10211800230001 | Ladda upp en bild av detta fornminne      |
| Blomskog 23:2                | Stensättning                     |              | Blomskog, Värmland  |       | 59.229834, 12.020478 | 10211800230002 | Ladda upp en bild av detta fornminne      |
| Blomskog 24:1                | Röse                             |              | Blomskog, Värmland  |       | 59.230468, 12.021859 | 10211800240001 | Ladda upp en bild av detta fornminne      |
| Blomskog 25:1                | Stensättning                     |              | Blomskog, Värmland  |       | 59.223962, 12.016892 | 10211800250001 | Ladda upp en bild av detta fornminne      |
| Blomskog 26:1                | Stenkammargrav                   |              | Blomskog, Värmland  |       | 59.262229, 11.961675 | 10211800260001 | Ladda upp en bild av detta fornminne      |
| Blomskog 27:1                | Stensättning                     |              | Blomskog, Värmland  |       | 59.264556, 11.957379 | 10211800270001 | Ladda upp en bild av detta fornminne      |
| Blomskog 28:1                | Stensättning                     |              | Blomskog, Värmland  |       | 59.264827, 11.956173 | 10211800280001 | Ladda upp en bild av detta fornminne      |
| Blomskog 29:1                | Stensättning                     |              | Blomskog, Värmland  |       | 59.265489, 11.956629 | 10211800290001 | Ladda upp en bild av detta fornminne      |
| Blomskog 29:2                | Röse                             |              | Blomskog, Värmland  |       | 59.265872, 11.956884 | 10211800290002 | Ladda upp en bild av detta fornminne      |
| Blomskog 29:3                | Stensättning                     |              | Blomskog, Värmland  |       | 59.265567, 11.955793 | 10211800290003 | Ladda upp en bild av detta fornminne      |
| Blomskog 32:1                | Röse                             |              | Blomskog, Värmland  |       | 59.212735, 12.046348 | 10211800320001 | Ladda upp en bild av detta fornminne      |
| Blomskog 34:1                | Röse                             |              | Blomskog, Värmland  |       | 59.219272, 12.049012 | 10211800340001 | Ladda upp en bild av detta fornminne      |
| Blomskog 35:1                | Stensättning                     |              | Blomskog, Värmland  |       | 59.243542, 12.062362 | 10211800350001 | Ladda upp en bild av detta fornminne      |
| Blomskog 36:1                | Stensättning                     |              | Blomskog, Värmland  |       | 59.280193, 11.987248 | 10211800360001 | Ladda upp en bild av detta fornminne      |
| Blomskog 36:2                | Hög                              |              | Blomskog, Värmland  |       | 59.280361, 11.987129 | 10211800360002 | Ladda upp en bild av detta fornminne      |
| Blomskog 37:1                | Röse                             |              | Blomskog, Värmland  |       | 59.282048, 11.955872 | 10211800370001 | Ladda upp en bild av detta fornminne      |
| Borgåsberget (Blomskog 39:1) | Fornborg                         |              | Blomskog, Värmland  |       | 59.288484, 12.085072 | 10211800390001 | Ladda upp en bild av detta fornminne      |
| Blomskog 40:1                | Röse                             |              | Blomskog, Värmland  |       | 59.291534, 12.068421 | 10211800400001 | Ladda upp en bild av detta fornminne      |
| Blomskog 40:2                | Stensättning                     |              | Blomskog, Värmland  |       | 59.291656, 12.068410 | 10211800400002 | Ladda upp en bild av detta fornminne      |
| Blomskog 41:1                | Stensättning                     |              | Blomskog, Värmland  |       | 59.291066, 12.068423 | 10211800410001 | Ladda upp en bild av detta fornminne      |
| Blomskog 43:1                | Stensättning                     |              | Blomskog, Värmland  |       | 59.295782, 12.065760 | 10211800430001 | Ladda upp en bild av detta fornminne      |
| Blomskog 44:1                | Stensättning                     |              | Blomskog, Värmland  |       | 59.288791, 12.078191 | 10211800440001 | Ladda upp en bild av detta fornminne      |
| Blomskog 44:2                | Stensättning                     |              | Blomskog, Värmland  |       | 59.288731, 12.078404 | 10211800440002 | Ladda upp en bild av detta fornminne      |
| Blomskog 44:3                | Stensättning                     |              | Blomskog, Värmland  |       | 59.288634, 12.078304 | 10211800440003 | Ladda upp en bild av detta fornminne      |
| Blomskog 45:1                | Stensättning                     |              | Blomskog, Värmland  |       | 59.289546, 12.053455 | 10211800450001 | Ladda upp en bild av detta fornminne      |
| Blomskog 45:2                | Stensättning                     |              | Blomskog, Värmland  |       | 59.289631, 12.053243 | 10211800450002 | Ladda upp en bild av detta fornminne      |
| Blomskog 46:1                | Stensättning                     |              | Blomskog, Värmland  |       | 59.295522, 12.042632 | 10211800460001 | Ladda upp en bild av detta fornminne      |
| Blomskog 46:2                | Stensättning                     |              | Blomskog, Värmland  |       | 59.295617, 12.042870 | 10211800460002 | Ladda upp en bild av detta fornminne      |
| Blomskog 50:1                | Stensättning                     |              | Blomskog, Värmland  |       | 59.295401, 12.052852 | 10211800500001 | Ladda upp en bild av detta fornminne      |
| Blomskog 51:1                | Stensättning                     |              | Blomskog, Värmland  |       | 59.268856, 12.028217 | 10211800510001 | Ladda upp en bild av detta fornminne      |
| Blomskog 52:1                | Stensättning                     |              | Blomskog, Värmland  |       | 59.282180, 12.036501 | 10211800520001 | Ladda upp en bild av detta fornminne      |
| Blomskog 52:2                | Stensättning                     |              | Blomskog, Värmland  |       | 59.282444, 12.036426 | 10211800520002 | Ladda upp en bild av detta fornminne      |
| Blomskog 53:1                | Stensättning                     |              | Blomskog, Värmland  |       | 59.283223, 12.035681 | 10211800530001 | Ladda upp en bild av detta fornminne      |
| Blomskog 53:2                | Stensättning                     |              | Blomskog, Värmland  |       | 59.283033, 12.035791 | 10211800530002 | Ladda upp en bild av detta fornminne      |
| Blomskog 54:1                | Stensättning                     |              | Blomskog, Värmland  |       | 59.283666, 12.032653 | 10211800540001 | Ladda upp en bild av detta fornminne      |
| Blomskog 55:1                | Gravfält                         |              | Blomskog, Värmland  |       | 59.287827, 12.028724 | 10211800550001 | Ladda upp en bild av detta fornminne      |
| Blomskog 56:1                | Hög                              |              | Blomskog, Värmland  |       | 59.288530, 12.028838 | 10211800560001 | Ladda upp en bild av detta fornminne      |
| Blomskog 57:1                | Stensättning                     |              | Blomskog, Värmland  |       | 59.284056, 12.022398 | 10211800570001 | Ladda upp en bild av detta fornminne      |
| Blomskog 59:1                | Hög                              |              | Blomskog, Värmland  |       | 59.286069, 12.021410 | 10211800590001 | Ladda upp en bild av detta fornminne      |
| Blomskog 59:2                | Hög                              |              | Blomskog, Värmland  |       | 59.285949, 12.021161 | 10211800590002 | Ladda upp en bild av detta fornminne      |
| Blomskog 59:3                | Hög                              |              | Blomskog, Värmland  |       | 59.285797, 12.021065 | 10211800590003 | Ladda upp en bild av detta fornminne      |
| Blomskog 62:1                | Stensättning                     |              | Blomskog, Värmland  |       | 59.286698, 12.020995 | 10211800620001 | Ladda upp en bild av detta fornminne      |
| Blomskog 62:2                | Stensättning                     |              | Blomskog, Värmland  |       | 59.286831, 12.020878 | 10211800620002 | Ladda upp en bild av detta fornminne      |
| Blomskog 63:1                | Röse                             |              | Blomskog, Värmland  |       | 59.281238, 12.002984 | 10211800630001 | Ladda upp en bild av detta fornminne      |
| Blomskog 64:1                | Stensättning                     |              | Blomskog, Värmland  |       | 59.292675, 11.990756 | 10211800640001 | Ladda upp en bild av detta fornminne      |
| Blomskog 65:1                | Stensättning                     |              | Blomskog, Värmland  |       | 59.294212, 11.985697 | 10211800650001 | Ladda upp en bild av detta fornminne      |
| Blomskog 66:1                | Stensättning                     |              | Blomskog, Värmland  |       | 59.296335, 11.992801 | 10211800660001 | Ladda upp en bild av detta fornminne      |
| Blomskog 66:2                | Stensättning                     |              | Blomskog, Värmland  |       | 59.296411, 11.992979 | 10211800660002 | Ladda upp en bild av detta fornminne      |
| Blomskog 66:3                | Stensättning                     |              | Blomskog, Värmland  |       | 59.296488, 11.993117 | 10211800660003 | Ladda upp en bild av detta fornminne      |
| Blomskog 67:1                | Hög                              |              | Blomskog, Värmland  |       | 59.304109, 11.990905 | 10211800670001 | Ladda upp en bild av detta fornminne      |
| Blomskog 68:1                | Gravfält                         |              | Blomskog, Värmland  |       | 59.309915, 11.996932 | 10211800680001 | Ladda upp en bild av detta fornminne      |
| Blomskog 69:1                | Stensättning                     |              | Blomskog, Värmland  |       | 59.302004, 11.984161 | 10211800690001 | Ladda upp en bild av detta fornminne      |
| Blomskog 69:2                | Stensättning                     |              | Blomskog, Värmland  |       | 59.302167, 11.984307 | 10211800690002 | Ladda upp en bild av detta fornminne      |
| Rösåsen (Blomskog 70:1)      | Stensättning                     |              | Blomskog, Värmland  |       | 59.324745, 12.012700 | 10211800700001 | Ladda upp en bild av detta fornminne      |
| Blomskog 71:1                | Stensättning                     |              | Blomskog, Värmland  |       | 59.328834, 12.003440 | 10211800710001 | Ladda upp en bild av detta fornminne      |
| Blomskog 71:2                | Stensättning                     |              | Blomskog, Värmland  |       | 59.328669, 12.003579 | 10211800710002 | Ladda upp en bild av detta fornminne      |
| Blomskog 73:1                | Röse                             |              | Blomskog, Värmland  |       | 59.346781, 12.003254 | 10211800730001 | Ladda upp en bild av detta fornminne      |
| Blomskog 75:1                | Stensättning                     |              | Blomskog, Värmland  |       | 59.363351, 11.995163 | 10211800750001 | Ladda upp en bild av detta fornminne      |
| Blomskog 76:1                | Stensättning                     |              | Blomskog, Värmland  |       | 59.364171, 11.995391 | 10211800760001 | Ladda upp en bild av detta fornminne      |
| Blomskog 79:1                | Stensättning                     |              | Blomskog, Värmland  |       | 59.377388, 11.985033 | 10211800790001 | Ladda upp en bild av detta fornminne      |
| Blomskog 82:1                | Stensättning                     |              | Blomskog, Värmland  |       | 59.381113, 11.996198 | 10211800820001 | Ladda upp en bild av detta fornminne      |
| Blomskog 83:1                | Röse                             |              | Blomskog, Värmland  |       | 59.393240, 12.007360 | 10211800830001 | Ladda upp en bild av detta fornminne      |
| Blomskog 83:2                | Stensättning                     |              | Blomskog, Värmland  |       | 59.393307, 12.007354 | 10211800830002 | Ladda upp en bild av detta fornminne      |
| Borgåsen (Blomskog 84:1)     | Fornborg                         |              | Blomskog, Värmland  |       | 59.393432, 12.007171 | 10211800840001 | Ladda upp en bild av detta fornminne      |
| Borgåsen (Blomskog 84:2)     | Husgrund, förhistorisk/medeltida |              | Blomskog, Värmland  |       | 59.393730, 12.007205 | 10211800840002 | Ladda upp en bild av detta fornminne      |
| Borgåsen (Blomskog 84:3)     | Husgrund, förhistorisk/medeltida |              | Blomskog, Värmland  |       | 59.393427, 12.007061 | 10211800840003 | Ladda upp en bild av detta fornminne      |
| Blomskog 86:1                | Röse                             |              | Blomskog, Värmland  |       | 59.334391, 11.973768 | 10211800860001 | Ladda upp en bild av detta fornminne      |
| Blomskog 89:1                | Stensättning                     |              | Blomskog, Värmland  |       | 59.361162, 11.994382 | 10211800890001 | Ladda upp en bild av detta fornminne      |
| Blomskog 91:1                | Hög                              |              | Blomskog, Värmland  |       | 59.292525, 12.097950 | 10211800910001 | Ladda upp en bild av detta fornminne      |
| Blomskog 92:1                | Gravfält                         |              | Blomskog, Värmland  |       | 59.292617, 12.100425 | 10211800920001 | Ladda upp en bild av detta fornminne      |
| Blomskog 93:1                | Stenkrets                        |              | Blomskog, Värmland  |       | 59.292478, 12.081952 | 10211800930001 | Ladda upp en bild av detta fornminne      |
| Blomskog 94:1                | Stensättning                     |              | Blomskog, Värmland  |       | 59.292345, 12.085223 | 10211800940001 | Ladda upp en bild av detta fornminne      |
| Blomskog 94:2                | Stensättning                     |              | Blomskog, Värmland  |       | 59.292526, 12.084824 | 10211800940002 | Ladda upp en bild av detta fornminne      |
| Blomskog 94:3                | Stensättning                     |              | Blomskog, Värmland  |       | 59.292608, 12.084718 | 10211800940003 | Ladda upp en bild av detta fornminne      |
| Blomskog 98:1                | Gravfält                         |              | Blomskog, Värmland  |       | 59.289566, 12.095505 | 10211800980001 | Ladda upp en bild av detta fornminne      |
| Blomskog 100:1               | Hällmålning                      |              | Blomskog, Värmland  |       | 59.331769, 11.977689 | 10211801000001 | Ladda upp en till bild av detta fornminne |
| Blomskog 104:1               | Stensättning                     |              | Blomskog, Värmland  |       | 59.278395, 11.981361 | 10211801040001 | Ladda upp en bild av detta fornminne      |
| Blomskog 105:1               | Stensättning                     |              | Blomskog, Värmland  |       | 59.277878, 11.981131 | 10211801050001 | Ladda upp en bild av detta fornminne      |
| Blomskog 105:2               | Stensättning                     |              | Blomskog, Värmland  |       | 59.277728, 11.981083 | 10211801050002 | Ladda upp en bild av detta fornminne      |
| Blomskog 109:1               | Stensättning                     |              | Blomskog, Värmland  |       | 59.252389, 11.964052 | 10211801090001 | Ladda upp en bild av detta fornminne      |
| Blomskog 110:1               | Stensättning                     |              | Blomskog, Värmland  |       | 59.246998, 11.963073 | 10211801100001 | Ladda upp en bild av detta fornminne      |
| Blomskog 116:1               | Stensättning                     |              | Blomskog, Värmland  |       | 59.220800, 12.013147 | 10211801160001 | Ladda upp en bild av detta fornminne      |
| Blomskog 124:1               | Gravfält                         |              | Blomskog, Värmland  |       | 59.219349, 12.060566 | 10211801240001 | Ladda upp en bild av detta fornminne      |
| Blomskog 125:1               | Stensättning                     |              | Blomskog, Värmland  |       | 59.280982, 11.957184 | 10211801250001 | Ladda upp en bild av detta fornminne      |
| Blomskog 128:1               | Röse                             |              | Blomskog, Värmland  |       | 59.246479, 12.043697 | 10211801280001 | Ladda upp en bild av detta fornminne      |
| Blomskog 129:1               | Röse                             |              | Blomskog, Värmland  |       | 59.246644, 12.047301 | 10211801290001 | Ladda upp en bild av detta fornminne      |
| Blomskog 129:2               | Stensättning                     |              | Blomskog, Värmland  |       | 59.246944, 12.047304 | 10211801290002 | Ladda upp en bild av detta fornminne      |
| Blomskog 132:1               | Stensättning                     |              | Blomskog, Värmland  |       | 59.280980, 12.000831 | 10211801320001 | Ladda upp en bild av detta fornminne      |
| Blomskog 138:1               | Stensättning                     |              | Blomskog, Värmland  |       | 59.279126, 12.037912 | 10211801380001 | Ladda upp en bild av detta fornminne      |
| Blomskog 145:1               | Stensättning                     |              | Blomskog, Värmland  |       | 59.264763, 11.967402 | 10211801450001 | Ladda upp en bild av detta fornminne      |
| Blomskog 146:1               | Hällmålning                      |              | Blomskog, Värmland  |       | 59.317864, 11.972206 | 10211801460001 | Ladda upp en till bild av detta fornminne |
| Blomskog 159:1               | Stensättning                     |              | Blomskog, Värmland  |       | 59.321844, 12.013403 | 10211801590001 | Ladda upp en bild av detta fornminne      |
| Blomskog 159:2               | Stensättning                     |              | Blomskog, Värmland  |       | 59.321957, 12.013267 | 10211801590002 | Ladda upp en bild av detta fornminne      |
| Blomskog 159:3               | Stensättning                     |              | Blomskog, Värmland  |       | 59.322107, 12.013046 | 10211801590003 | Ladda upp en bild av detta fornminne      |
| Blomskog 159:4               | Stensättning                     |              | Blomskog, Värmland  |       | 59.321640, 12.013535 | 10211801590004 | Ladda upp en bild av detta fornminne      |
| Blomskog 163:1               | Stensättning                     |              | Blomskog, Värmland  |       | 59.293969, 12.050746 | 10211801630001 | Ladda upp en bild av detta fornminne      |
| Blomskog 169:1               | Stensättning                     |              | Blomskog, Värmland  |       | 59.313165, 12.018056 | 10211801690001 | Ladda upp en bild av detta fornminne      |
| Blomskog 186:1               | Stensättning                     |              | Blomskog, Värmland  |       | 59.387327, 12.009232 | 10211801860001 | Ladda upp en bild av detta fornminne      |
| Blomskog 186:2               | Stensättning                     |              | Blomskog, Värmland  |       | 59.387217, 12.009082 | 10211801860002 | Ladda upp en bild av detta fornminne      |
| Blomskog 187:1               | Stensättning                     |              | Blomskog, Värmland  |       | 59.390718, 12.008103 | 10211801870001 | Ladda upp en bild av detta fornminne      |
| Blomskog 195:1               | Röse                             |              | Blomskog, Värmland  |       | 59.390013, 12.008198 | 10211801950001 | Ladda upp en bild av detta fornminne      |
| "Knekterud" (Blomskog 223:1) | Lägenhetsbebyggelse              |              | Blomskog, Värmland  |       | 59.294585, 11.967617 | 10211802230001 | Ladda upp en bild av detta fornminne      |
| Blomskog 229:1               | Röse                             |              | Blomskog, Värmland  |       | 59.372377, 11.983957 | 10211802290001 | Ladda upp en bild av detta fornminne      |
| Blomskog 236:1               | Stensättning                     |              | Blomskog, Värmland  |       | 59.269880, 12.076323 | 10211802360001 | Ladda upp en bild av detta fornminne      |

## Holmedal
| Namn                        | Lämningstyp    | Tillkomsttid | Historisk indelning | Plats | Läge                 | ID-nr          | Bild                                      |
| --------------------------- | -------------- | ------------ | ------------------- | ----- | -------------------- | -------------- | ----------------------------------------- |
| Holmedal 1:1                | Gravfält       |              | Holmedal, Värmland  |       | 59.464915, 12.000240 | 10214800010001 | Ladda upp en bild av detta fornminne      |
| Holmedal 2:1                | Hög            |              | Holmedal, Värmland  |       | 59.511159, 11.951272 | 10214800020001 | Ladda upp en bild av detta fornminne      |
| Holmedal 2:2                | Stensättning   |              | Holmedal, Värmland  |       | 59.511300, 11.951265 | 10214800020002 | Ladda upp en bild av detta fornminne      |
| Holmedal 3:1                | Hög            |              | Holmedal, Värmland  |       | 59.510404, 11.951127 | 10214800030001 | Ladda upp en bild av detta fornminne      |
| Holmedal 3:2                | Stensättning   |              | Holmedal, Värmland  |       | 59.510625, 11.951064 | 10214800030002 | Ladda upp en bild av detta fornminne      |
| Holmedal 3:3                | Stensättning   |              | Holmedal, Värmland  |       | 59.510190, 11.951250 | 10214800030003 | Ladda upp en bild av detta fornminne      |
| Holmedal 4:1                | Hög            |              | Holmedal, Värmland  |       | 59.460865, 11.994685 | 10214800040001 | Ladda upp en bild av detta fornminne      |
| Holmedal 4:2                | Hög            |              | Holmedal, Värmland  |       | 59.460717, 11.994864 | 10214800040002 | Ladda upp en bild av detta fornminne      |
| Holmedal 5:1                | Hög            |              | Holmedal, Värmland  |       | 59.462742, 11.995773 | 10214800050001 | Ladda upp en bild av detta fornminne      |
| Holmedal 6:1                | Stensättning   |              | Holmedal, Värmland  |       | 59.463290, 11.992057 | 10214800060001 | Ladda upp en bild av detta fornminne      |
| Hajoms skans (Holmedal 7:1) | Fästning/skans |              | Holmedal, Värmland  |       | 59.488042, 11.943149 | 10214800070001 | Ladda upp en bild av detta fornminne      |
| Holmedal 8:1                | Stensättning   |              | Holmedal, Värmland  |       | 59.488430, 11.955719 | 10214800080001 | Ladda upp en bild av detta fornminne      |
| Holmedal 10:1               | Röse           |              | Holmedal, Värmland  |       | 59.441450, 12.003337 | 10214800100001 | Ladda upp en bild av detta fornminne      |
| Holmedal 14:1               | Stensättning   |              | Holmedal, Värmland  |       | 59.466516, 12.012233 | 10214800140001 | Ladda upp en bild av detta fornminne      |
| Holmedal 14:2               | Stensättning   |              | Holmedal, Värmland  |       | 59.466627, 12.012148 | 10214800140002 | Ladda upp en bild av detta fornminne      |
| Holmedal 15:1               | Gravfält       |              | Holmedal, Värmland  |       | 59.467619, 12.011068 | 10214800150001 | Ladda upp en bild av detta fornminne      |
| Holmedal 16:1               | Stensättning   |              | Holmedal, Värmland  |       | 59.465659, 12.013517 | 10214800160001 | Ladda upp en bild av detta fornminne      |
| Holmedal 17:1               | Stensättning   |              | Holmedal, Värmland  |       | 59.464477, 12.012427 | 10214800170001 | Ladda upp en bild av detta fornminne      |
| Holmedal 18:1               | Stensättning   |              | Holmedal, Värmland  |       | 59.468996, 12.002851 | 10214800180001 | Ladda upp en bild av detta fornminne      |
| Holmedal 18:2               | Stensättning   |              | Holmedal, Värmland  |       | 59.469380, 12.002803 | 10214800180002 | Ladda upp en bild av detta fornminne      |
| Holmedal 23:1               | Röse           |              | Holmedal, Värmland  |       | 59.421211, 11.983162 | 10214800230001 | Ladda upp en bild av detta fornminne      |
| Holmedal 23:2               | Röse           |              | Holmedal, Värmland  |       | 59.421114, 11.983162 | 10214800230002 | Ladda upp en bild av detta fornminne      |
| Holmedal 24:1               | Röse           |              | Holmedal, Värmland  |       | 59.415806, 11.985308 | 10214800240001 | Ladda upp en bild av detta fornminne      |
| Holmedal 25:1               | Röse           |              | Holmedal, Värmland  |       | 59.418345, 11.985466 | 10214800250001 | Ladda upp en bild av detta fornminne      |
| Holmedal 25:2               | Röse           |              | Holmedal, Värmland  |       | 59.418544, 11.985537 | 10214800250002 | Ladda upp en bild av detta fornminne      |
| Holmedal 27:1               | Röse           |              | Holmedal, Värmland  |       | 59.495437, 11.911516 | 10214800270001 | Ladda upp en bild av detta fornminne      |
| Holmedal 33:1               | Hällmålning    |              | Holmedal, Värmland  |       | 59.397584, 11.951783 | 10214800330001 | Ladda upp en till bild av detta fornminne |
| Holmedal 35:1               | Hög            |              | Holmedal, Värmland  |       | 59.459966, 11.995650 | 10214800350001 | Ladda upp en bild av detta fornminne      |
| Holmedal 35:2               | Stensättning   |              | Holmedal, Värmland  |       | 59.460141, 11.995546 | 10214800350002 | Ladda upp en bild av detta fornminne      |
| Holmedal 36:1               | Stensättning   |              | Holmedal, Värmland  |       | 59.460353, 11.996861 | 10214800360001 | Ladda upp en bild av detta fornminne      |
| Holmedal 36:2               | Stensättning   |              | Holmedal, Värmland  |       | 59.460445, 11.996734 | 10214800360002 | Ladda upp en bild av detta fornminne      |
| Holmedal 249:1              | Stensättning   |              | Holmedal, Värmland  |       | 59.510943, 11.946677 | 10214802490001 | Ladda upp en bild av detta fornminne      |
| Holmedal 266:1              | Hög            |              | Holmedal, Värmland  |       | 59.436201, 11.995392 | 10214802660001 | Ladda upp en bild av detta fornminne      |
| Holmedal 266:2              | Hög            |              | Holmedal, Värmland  |       | 59.436097, 11.995428 | 10214802660002 | Ladda upp en bild av detta fornminne      |

## Karlanda
| Namn                                     | Lämningstyp         | Tillkomsttid | Historisk indelning | Plats | Läge                 | ID-nr          | Bild                                 |
| ---------------------------------------- | ------------------- | ------------ | ------------------- | ----- | -------------------- | -------------- | ------------------------------------ |
| Karlanda 1:1                             | Gravfält            |              | Karlanda, Värmland  |       | 59.523524, 12.051017 | 10215200010001 | Ladda upp en bild av detta fornminne |
| Karlanda 2:1                             | Hög                 |              | Karlanda, Värmland  |       | 59.525235, 12.051630 | 10215200020001 | Ladda upp en bild av detta fornminne |
| Karlanda 4:1                             | Hög                 |              | Karlanda, Värmland  |       | 59.515029, 12.038625 | 10215200040001 | Ladda upp en bild av detta fornminne |
| Karlanda 4:2                             | Stensättning        |              | Karlanda, Värmland  |       | 59.514867, 12.038360 | 10215200040002 | Ladda upp en bild av detta fornminne |
| Karlanda 4:3                             | Stensättning        |              | Karlanda, Värmland  |       | 59.515003, 12.038101 | 10215200040003 | Ladda upp en bild av detta fornminne |
| Karlanda 5:1                             | Hög                 |              | Karlanda, Värmland  |       | 59.514804, 12.037850 | 10215200050001 | Ladda upp en bild av detta fornminne |
| Karlanda 5:2                             | Hög                 |              | Karlanda, Värmland  |       | 59.514603, 12.037897 | 10215200050002 | Ladda upp en bild av detta fornminne |
| Karlanda 5:3                             | Hög                 |              | Karlanda, Värmland  |       | 59.514479, 12.037896 | 10215200050003 | Ladda upp en bild av detta fornminne |
| Karlanda 6:1                             | Hög                 |              | Karlanda, Värmland  |       | 59.516021, 12.040856 | 10215200060001 | Ladda upp en bild av detta fornminne |
| Karlanda 6:2                             | Stensättning        |              | Karlanda, Värmland  |       | 59.515801, 12.040820 | 10215200060002 | Ladda upp en bild av detta fornminne |
| Karlanda 6:3                             | Hög                 |              | Karlanda, Värmland  |       | 59.515950, 12.040560 | 10215200060003 | Ladda upp en bild av detta fornminne |
| Karlanda 6:4                             | Stensättning        |              | Karlanda, Värmland  |       | 59.515885, 12.040337 | 10215200060004 | Ladda upp en bild av detta fornminne |
| Karlanda 7:1                             | Hög                 |              | Karlanda, Värmland  |       | 59.553043, 12.116607 | 10215200070001 | Ladda upp en bild av detta fornminne |
| Karlanda 7:2                             | Stensättning        |              | Karlanda, Värmland  |       | 59.553177, 12.116661 | 10215200070002 | Ladda upp en bild av detta fornminne |
| Karlanda 8:1                             | Hög                 |              | Karlanda, Värmland  |       | 59.554947, 12.125779 | 10215200080001 | Ladda upp en bild av detta fornminne |
| Karlanda 8:2                             | Hög                 |              | Karlanda, Värmland  |       | 59.555055, 12.125775 | 10215200080002 | Ladda upp en bild av detta fornminne |
| Karlanda 9:1                             | Hög                 |              | Karlanda, Värmland  |       | 59.561003, 12.116869 | 10215200090001 | Ladda upp en bild av detta fornminne |
| Karlanda 10:1                            | Stensättning        |              | Karlanda, Värmland  |       | 59.560824, 12.114082 | 10215200100001 | Ladda upp en bild av detta fornminne |
| Karlanda 11:1                            | Stensättning        |              | Karlanda, Värmland  |       | 59.561985, 12.109958 | 10215200110001 | Ladda upp en bild av detta fornminne |
| Karlanda 13:1                            | Hög                 |              | Karlanda, Värmland  |       | 59.518207, 12.040863 | 10215200130001 | Ladda upp en bild av detta fornminne |
| Karlanda gamla kyrka (Karlanda 15:1)     | Begravningsplats    |              | Karlanda, Värmland  |       | 59.533717, 12.069713 | 10215200150001 | Ladda upp en bild av detta fornminne |
| Karlanda 21:1                            | Stensättning        |              | Karlanda, Värmland  |       | 59.488234, 12.029942 | 10215200210001 | Ladda upp en bild av detta fornminne |
| Domarringen, Domaresätet (Karlanda 28:1) | Stensättning        |              | Karlanda, Värmland  |       | 59.516757, 12.047047 | 10215200280001 | Ladda upp en bild av detta fornminne |
| Krigskällaren (Karlanda 29:1)            | Röse                |              | Karlanda, Värmland  |       | 59.507586, 12.102480 | 10215200290001 | Ladda upp en bild av detta fornminne |
| Karlanda 86:1                            | Fäbod               |              | Karlanda, Värmland  |       | 59.585726, 12.020444 | 10215200860001 | Ladda upp en bild av detta fornminne |
| Karlanda 105:1                           | Stensättning        |              | Karlanda, Värmland  |       | 59.523825, 12.052095 | 10215201050001 | Ladda upp en bild av detta fornminne |
| Karlanda 120:1                           | Stensättning        |              | Karlanda, Värmland  |       | 59.546945, 12.024947 | 10215201200001 | Ladda upp en bild av detta fornminne |
| Karlanda 140:1                           | Stensättning        |              | Karlanda, Värmland  |       | 59.481424, 12.025433 | 10215201400001 | Ladda upp en bild av detta fornminne |
| Karlanda 142:1                           | Stensättning        |              | Karlanda, Värmland  |       | 59.478434, 12.032588 | 10215201420001 | Ladda upp en bild av detta fornminne |
| Karlanda 147:1                           | Lägenhetsbebyggelse |              | Karlanda, Värmland  |       | 59.484994, 12.017601 | 10215201470001 | Ladda upp en bild av detta fornminne |
| Karlanda 173:1                           | Stensättning        |              | Karlanda, Värmland  |       | 59.539595, 12.089295 | 10215201730001 | Ladda upp en bild av detta fornminne |
| Karlanda 173:2                           | Stensättning        |              | Karlanda, Värmland  |       | 59.539310, 12.089109 | 10215201730002 | Ladda upp en bild av detta fornminne |
| Karlanda 224:1                           | Stensättning        |              | Karlanda, Värmland  |       | 59.512711, 12.064447 | 10215202240001 | Ladda upp en bild av detta fornminne |
| Karlanda 228:1                           | Lägenhetsbebyggelse |              | Karlanda, Värmland  |       | 59.496520, 12.073586 | 10215202280001 | Ladda upp en bild av detta fornminne |
| Karlanda 242:1                           | Lägenhetsbebyggelse |              | Karlanda, Värmland  |       | 59.478306, 12.009247 | 10215202420001 | Ladda upp en bild av detta fornminne |
| Källbäckssätern (Karlanda 266:1)         | Fäbod               |              | Karlanda, Värmland  |       | 59.581304, 12.006041 | 10215202660001 | Ladda upp en bild av detta fornminne |
| Lösesätern (Karlanda 267:1)              | Fäbod               |              | Karlanda, Värmland  |       | 59.578071, 12.014253 | 10215202670001 | Ladda upp en bild av detta fornminne |

## Silbodal
| Namn                       | Lämningstyp                      | Tillkomsttid | Historisk indelning | Plats | Läge                 | ID-nr          | Bild                                      |
| -------------------------- | -------------------------------- | ------------ | ------------------- | ----- | -------------------- | -------------- | ----------------------------------------- |
| Silbodal 1:1               | Röse                             |              | Silbodal, Värmland  |       | 59.362941, 12.148706 | 10217900010001 | Ladda upp en bild av detta fornminne      |
| Silbodal 2:1               | Röse                             |              | Silbodal, Värmland  |       | 59.360958, 12.145751 | 10217900020001 | Ladda upp en bild av detta fornminne      |
| Silbodal 2:2               | Stensättning                     |              | Silbodal, Värmland  |       | 59.360850, 12.146501 | 10217900020002 | Ladda upp en bild av detta fornminne      |
| Ramsekullen (Silbodal 3:1) | Röse                             |              | Silbodal, Värmland  |       | 59.363895, 12.148977 | 10217900030001 | Ladda upp en bild av detta fornminne      |
| Silbodal 4:1               | Stensättning                     |              | Silbodal, Värmland  |       | 59.362442, 12.154815 | 10217900040001 | Ladda upp en bild av detta fornminne      |
| Silbodal 5:1               | Stensättning                     |              | Silbodal, Värmland  |       | 59.356143, 12.149123 | 10217900050001 | Ladda upp en bild av detta fornminne      |
| Silbodal 6:1               | Stensättning                     |              | Silbodal, Värmland  |       | 59.378969, 12.128054 | 10217900060001 | Ladda upp en bild av detta fornminne      |
| Silbodal 7:1               | Stenkammargrav                   |              | Silbodal, Värmland  |       | 59.364696, 12.102732 | 10217900070001 | Ladda upp en bild av detta fornminne      |
| Silbodal 7:2               | Stenkammargrav                   |              | Silbodal, Värmland  |       | 59.364697, 12.102868 | 10217900070002 | Ladda upp en bild av detta fornminne      |
| Kyrkekullen (Silbodal 8:1) | Gravfält                         |              | Silbodal, Värmland  |       | 59.354192, 12.177001 | 10217900080001 | Ladda upp en bild av detta fornminne      |
| Silbodal 9:1               | Stenkammargrav                   |              | Silbodal, Värmland  |       | 59.353978, 12.155960 | 10217900090001 | Ladda upp en bild av detta fornminne      |
| Silbodal 13:1              | Hög                              |              | Silbodal, Värmland  |       | 59.400257, 12.140813 | 10217900130001 | Ladda upp en bild av detta fornminne      |
| Silbodal 15:1              | Stensättning                     |              | Silbodal, Värmland  |       | 59.404444, 12.140966 | 10217900150001 | Ladda upp en bild av detta fornminne      |
| Silbodal 15:2              | Stensättning                     |              | Silbodal, Värmland  |       | 59.404307, 12.141003 | 10217900150002 | Ladda upp en bild av detta fornminne      |
| Silbodal 17:1              | Stensättning                     |              | Silbodal, Värmland  |       | 59.418983, 12.141652 | 10217900170001 | Ladda upp en bild av detta fornminne      |
| Silbodal 18:1              | Stensättning                     |              | Silbodal, Värmland  |       | 59.423352, 12.134637 | 10217900180001 | Ladda upp en bild av detta fornminne      |
| Silbodal 18:2              | Hög                              |              | Silbodal, Värmland  |       | 59.423580, 12.134554 | 10217900180002 | Ladda upp en bild av detta fornminne      |
| Silbodal 18:3              | Hög                              |              | Silbodal, Värmland  |       | 59.423742, 12.134514 | 10217900180003 | Ladda upp en bild av detta fornminne      |
| Silbodal 19:1              | Hög                              |              | Silbodal, Värmland  |       | 59.422855, 12.145683 | 10217900190001 | Ladda upp en bild av detta fornminne      |
| Silbodal 19:2              | Hög                              |              | Silbodal, Värmland  |       | 59.423008, 12.145563 | 10217900190002 | Ladda upp en bild av detta fornminne      |
| Silbodal 29:1              | Hög                              |              | Silbodal, Värmland  |       | 59.464219, 12.142781 | 10217900290001 | Ladda upp en bild av detta fornminne      |
| Silbodal 29:2              | Hög                              |              | Silbodal, Värmland  |       | 59.464488, 12.143213 | 10217900290002 | Ladda upp en bild av detta fornminne      |
| Silbodal 32:1              | Stensättning                     |              | Silbodal, Värmland  |       | 59.487348, 12.135257 | 10217900320001 | Ladda upp en bild av detta fornminne      |
| Silbodal 33:1              | Stensättning                     |              | Silbodal, Värmland  |       | 59.490306, 12.136209 | 10217900330001 | Ladda upp en bild av detta fornminne      |
| Silbodal 38:1              | Stenkammargrav                   |              | Silbodal, Värmland  |       | 59.354809, 12.116062 | 10217900380001 | Ladda upp en bild av detta fornminne      |
| Silbodal 51:1              | Hög                              |              | Silbodal, Värmland  |       | 59.485537, 12.132241 | 10217900510001 | Ladda upp en bild av detta fornminne      |
| Silbodal 51:2              | Stensättning                     |              | Silbodal, Värmland  |       | 59.485386, 12.132042 | 10217900510002 | Ladda upp en bild av detta fornminne      |
| Silbodal 51:3              | Stensättning                     |              | Silbodal, Värmland  |       | 59.485668, 12.132705 | 10217900510003 | Ladda upp en bild av detta fornminne      |
| Silbodal 91:1              | Lägenhetsbebyggelse              |              | Silbodal, Värmland  |       | 59.303531, 12.176019 | 10217900910001 | Ladda upp en bild av detta fornminne      |
| Silbodal 103:1             | Stensättning                     |              | Silbodal, Värmland  |       | 59.296891, 12.150008 | 10217901030001 | Ladda upp en bild av detta fornminne      |
| Silbodal 110:1             | Stensättning                     |              | Silbodal, Värmland  |       | 59.355368, 12.160685 | 10217901100001 | Ladda upp en bild av detta fornminne      |
| Silbodal 111:1             | Stensättning                     |              | Silbodal, Värmland  |       | 59.356793, 12.160243 | 10217901110001 | Ladda upp en bild av detta fornminne      |
| Silbodal 112:1             | Stensättning                     |              | Silbodal, Värmland  |       | 59.356751, 12.158692 | 10217901120001 | Ladda upp en bild av detta fornminne      |
| Silbodal 113:1             | Stensättning                     |              | Silbodal, Värmland  |       | 59.358336, 12.162343 | 10217901130001 | Ladda upp en bild av detta fornminne      |
| Silbodal 113:2             | Stensättning                     |              | Silbodal, Värmland  |       | 59.358215, 12.162333 | 10217901130002 | Ladda upp en bild av detta fornminne      |
| Silbodal 113:3             | Stensättning                     |              | Silbodal, Värmland  |       | 59.358063, 12.162292 | 10217901130003 | Ladda upp en bild av detta fornminne      |
| Silbodal 113:4             | Stensättning                     |              | Silbodal, Värmland  |       | 59.358125, 12.161666 | 10217901130004 | Ladda upp en bild av detta fornminne      |
| Silbodal 113:5             | Stensättning                     |              | Silbodal, Värmland  |       | 59.358727, 12.162423 | 10217901130005 | Ladda upp en bild av detta fornminne      |
| Silbodal 127:1             | Stensättning                     |              | Silbodal, Värmland  |       | 59.375247, 12.139391 | 10217901270001 | Ladda upp en bild av detta fornminne      |
| Silbodal 128:1             | Stensättning                     |              | Silbodal, Värmland  |       | 59.376631, 12.139474 | 10217901280001 | Ladda upp en bild av detta fornminne      |
| Silbodal 141:1             | Begravningsplats                 |              | Silbodal, Värmland  |       | 59.382873, 12.122811 | 10217901410001 | Ladda upp en bild av detta fornminne      |
| Silbodal 141:2             | Kyrka/kapell                     |              | Silbodal, Värmland  |       | 59.382941, 12.122776 | 10217901410002 | Ladda upp en bild av detta fornminne      |
| Silbodal 156:1             | Hög                              |              | Silbodal, Värmland  |       | 59.404545, 12.145168 | 10217901560001 | Ladda upp en bild av detta fornminne      |
| Silbodal 159:1             | Stensättning                     |              | Silbodal, Värmland  |       | 59.414729, 12.142176 | 10217901590001 | Ladda upp en bild av detta fornminne      |
| Silbodal 180:1             | Stensättning                     |              | Silbodal, Värmland  |       | 59.442556, 12.148701 | 10217901800001 | Ladda upp en bild av detta fornminne      |
| Silbodal 181:1             | Stensättning                     |              | Silbodal, Värmland  |       | 59.445232, 12.150447 | 10217901810001 | Ladda upp en bild av detta fornminne      |
| Gråfoten (Silbodal 197:1)  | Fäbod                            |              | Silbodal, Värmland  |       | 59.422258, 12.220962 | 10217901970001 | Ladda upp en bild av detta fornminne      |
| Silbodal 219:1             | Minnesmärke                      |              | Silbodal, Värmland  |       | 59.225183, 12.073294 | 10217902190001 | Ladda upp en till bild av detta fornminne |
| Silbodal 240:1             | Lägenhetsbebyggelse              |              | Silbodal, Värmland  |       | 59.335958, 12.100125 | 10217902400001 | Ladda upp en bild av detta fornminne      |
| Silbodal 258:1             | Stensättning                     |              | Silbodal, Värmland  |       | 59.345154, 12.113154 | 10217902580001 | Ladda upp en bild av detta fornminne      |
| Silbodal 272:1             | Stensättning                     |              | Silbodal, Värmland  |       | 59.327294, 12.115424 | 10217902720001 | Ladda upp en bild av detta fornminne      |
| Silbodal 282:1             | Stensättning                     |              | Silbodal, Värmland  |       | 59.450196, 12.113829 | 10217902820001 | Ladda upp en bild av detta fornminne      |
| Silbodal 315:1             | Stensättning                     |              | Silbodal, Värmland  |       | 59.489312, 12.113906 | 10217903150001 | Ladda upp en bild av detta fornminne      |
| Silbodal 316:1             | Stensättning                     |              | Silbodal, Värmland  |       | 59.488425, 12.119323 | 10217903160001 | Ladda upp en bild av detta fornminne      |
| Silbodal 332               | Husgrund, förhistorisk/medeltida |              | Silbodal, Värmland  |       | 59.358148, 12.161286 | 12000000110425 | Ladda upp en bild av detta fornminne      |
| Silbodal 333               | Husgrund, förhistorisk/medeltida |              | Silbodal, Värmland  |       | 59.355984, 12.149069 | 12000000110426 | Ladda upp en bild av detta fornminne      |
| Silbodal 334               | Husgrund, förhistorisk/medeltida |              | Silbodal, Värmland  |       | 59.356027, 12.149044 | 12000000110427 | Ladda upp en bild av detta fornminne      |

## Sillerud
| Namn                       | Lämningstyp         | Tillkomsttid | Historisk indelning | Plats | Läge                 | ID-nr          | Bild                                      |
| -------------------------- | ------------------- | ------------ | ------------------- | ----- | -------------------- | -------------- | ----------------------------------------- |
| Sillerud 1:1               | Röse                |              | Sillerud, Värmland  |       | 59.321475, 12.329606 | 10218000010001 | Ladda upp en bild av detta fornminne      |
| Sillerud 2:1               | Röse                |              | Sillerud, Värmland  |       | 59.319185, 12.328926 | 10218000020001 | Ladda upp en bild av detta fornminne      |
| Sillerud 2:2               | Stensättning        |              | Sillerud, Värmland  |       | 59.319042, 12.329013 | 10218000020002 | Ladda upp en bild av detta fornminne      |
| Sillerud 2:3               | Stensättning        |              | Sillerud, Värmland  |       | 59.318892, 12.328995 | 10218000020003 | Ladda upp en bild av detta fornminne      |
| Sillerud 2:4               | Stensättning        |              | Sillerud, Värmland  |       | 59.319445, 12.328893 | 10218000020004 | Ladda upp en bild av detta fornminne      |
| Sillerud 3:1               | Röse                |              | Sillerud, Värmland  |       | 59.322831, 12.314282 | 10218000030001 | Ladda upp en bild av detta fornminne      |
| Sillerud 3:2               | Röse                |              | Sillerud, Värmland  |       | 59.322572, 12.314040 | 10218000030002 | Ladda upp en bild av detta fornminne      |
| Sillerud 5:1               | Röse                |              | Sillerud, Värmland  |       | 59.300619, 12.310265 | 10218000050001 | Ladda upp en bild av detta fornminne      |
| Sillerud 5:2               | Stensättning        |              | Sillerud, Värmland  |       | 59.300580, 12.310563 | 10218000050002 | Ladda upp en bild av detta fornminne      |
| Sillerud 5:3               | Röse                |              | Sillerud, Värmland  |       | 59.300725, 12.310692 | 10218000050003 | Ladda upp en bild av detta fornminne      |
| Sillerud 6:1               | Stenkammargrav      |              | Sillerud, Värmland  |       | 59.297952, 12.311236 | 10218000060001 | Ladda upp en bild av detta fornminne      |
| Sillerud 7:1               | Stenkammargrav      |              | Sillerud, Värmland  |       | 59.297787, 12.312815 | 10218000070001 | Ladda upp en bild av detta fornminne      |
| Sillerud 8:1               | Stensättning        |              | Sillerud, Värmland  |       | 59.300634, 12.298577 | 10218000080001 | Ladda upp en bild av detta fornminne      |
| Sillerud 11:1              | Röse                |              | Sillerud, Värmland  |       | 59.324603, 12.338610 | 10218000110001 | Ladda upp en bild av detta fornminne      |
| Kungshögen (Sillerud 12:1) | Gravfält            |              | Sillerud, Värmland  |       | 59.277223, 12.295709 | 10218000120001 | Ladda upp en bild av detta fornminne      |
| Sillerud 13:1              | Stenkammargrav      |              | Sillerud, Värmland  |       | 59.382925, 12.239683 | 10218000130001 | Ladda upp en bild av detta fornminne      |
| Sillerud 14:1              | Röse                |              | Sillerud, Värmland  |       | 59.378997, 12.229743 | 10218000140001 | Ladda upp en bild av detta fornminne      |
| Sillerud 14:2              | Stensättning        |              | Sillerud, Värmland  |       | 59.379108, 12.230399 | 10218000140002 | Ladda upp en bild av detta fornminne      |
| Sillerud 16:1              | Stenkammargrav      |              | Sillerud, Värmland  |       | 59.199856, 12.391853 | 10218000160001 | Ladda upp en bild av detta fornminne      |
| Sillerud 17:1              | Stenkammargrav      |              | Sillerud, Värmland  |       | 59.231832, 12.315331 | 10218000170001 | Ladda upp en bild av detta fornminne      |
| Sillerud 18:1              | Stenkammargrav      |              | Sillerud, Värmland  |       | 59.213038, 12.328960 | 10218000180001 | Ladda upp en bild av detta fornminne      |
| Sillerud 19:1              | Gravfält            |              | Sillerud, Värmland  |       | 59.213915, 12.288746 | 10218000190001 | Ladda upp en bild av detta fornminne      |
| Sillerud 28:1              | Stensättning        |              | Sillerud, Värmland  |       | 59.289024, 12.287462 | 10218000280001 | Ladda upp en bild av detta fornminne      |
| Sillerud 28:2              | Stensättning        |              | Sillerud, Värmland  |       | 59.288884, 12.287170 | 10218000280002 | Ladda upp en bild av detta fornminne      |
| Sillerud 28:3              | Stensättning        |              | Sillerud, Värmland  |       | 59.288701, 12.287057 | 10218000280003 | Ladda upp en bild av detta fornminne      |
| Sillerud 30:1              | Stensättning        |              | Sillerud, Värmland  |       | 59.274827, 12.278894 | 10218000300001 | Ladda upp en bild av detta fornminne      |
| Sillerud 31:1              | Stensättning        |              | Sillerud, Värmland  |       | 59.271260, 12.271692 | 10218000310001 | Ladda upp en bild av detta fornminne      |
| Sillerud 32:1              | Gravfält            |              | Sillerud, Värmland  |       | 59.201488, 12.313976 | 10218000320001 | Ladda upp en bild av detta fornminne      |
| Sillerud 43:1              | Stensättning        |              | Sillerud, Värmland  |       | 59.259830, 12.269608 | 10218000430001 | Ladda upp en bild av detta fornminne      |
| Sillerud 47:1              | Röse                |              | Sillerud, Värmland  |       | 59.186040, 12.327863 | 10218000470001 | Ladda upp en bild av detta fornminne      |
| Sillerud 48:1              | Röse                |              | Sillerud, Värmland  |       | 59.186622, 12.327882 | 10218000480001 | Ladda upp en bild av detta fornminne      |
| Sillerud 82:2              | Lägenhetsbebyggelse |              | Sillerud, Värmland  |       | 59.352151, 12.278486 | 10218000820002 | Ladda upp en bild av detta fornminne      |
| Sillerud 88:1              | Lägenhetsbebyggelse |              | Sillerud, Värmland  |       | 59.330763, 12.288145 | 10218000880001 | Ladda upp en bild av detta fornminne      |
| Sillerud 96:1              | Fäbod               |              | Sillerud, Värmland  |       | 59.310420, 12.242177 | 10218000960001 | Ladda upp en bild av detta fornminne      |
| Sillerud 100:1             | Stenkammargrav      |              | Sillerud, Värmland  |       | 59.289639, 12.330982 | 10218001000001 | Ladda upp en bild av detta fornminne      |
| Sillerud 101:1             | Stenkammargrav      |              | Sillerud, Värmland  |       | 59.271697, 12.391783 | 10218001010001 | Ladda upp en bild av detta fornminne      |
| Sillerud 102:1             | Stenkammargrav      |              | Sillerud, Värmland  |       | 59.268492, 12.393044 | 10218001020001 | Ladda upp en bild av detta fornminne      |
| Sillerud 104:1             | Hög                 |              | Sillerud, Värmland  |       | 59.287225, 12.280575 | 10218001040001 | Ladda upp en bild av detta fornminne      |
| Sillerud 105:1             | Stensättning        |              | Sillerud, Värmland  |       | 59.288604, 12.279777 | 10218001050001 | Ladda upp en bild av detta fornminne      |
| Sillerud 106:1             | Röse                |              | Sillerud, Värmland  |       | 59.323787, 12.337224 | 10218001060001 | Ladda upp en bild av detta fornminne      |
| Sillerud 111:1             | Stenkammargrav      |              | Sillerud, Värmland  |       | 59.244386, 12.373161 | 10218001110001 | Ladda upp en bild av detta fornminne      |
| Sillerud 112:1             | Stenkammargrav      |              | Sillerud, Värmland  |       | 59.240580, 12.380445 | 10218001120001 | Ladda upp en bild av detta fornminne      |
| Sillerud 116:1             | Stenkammargrav      |              | Sillerud, Värmland  |       | 59.233129, 12.330194 | 10218001160001 | Ladda upp en bild av detta fornminne      |
| Sillerud 117:1             | Stenkammargrav      |              | Sillerud, Värmland  |       | 59.232783, 12.324938 | 10218001170001 | Ladda upp en bild av detta fornminne      |
| Sillerud 118:1             | Röse                |              | Sillerud, Värmland  |       | 59.191220, 12.280998 | 10218001180001 | Ladda upp en bild av detta fornminne      |
| Sillerud 119:1             | Begravningsplats    |              | Sillerud, Värmland  |       | 59.278736, 12.296694 | 10218001190001 | Ladda upp en bild av detta fornminne      |
| Sillerud 119:2             | Kyrka/kapell        |              | Sillerud, Värmland  |       | 59.279395, 12.297071 | 10218001190002 | Ladda upp en till bild av detta fornminne |
| Sillerud 119:3             | Minnesmärke         |              | Sillerud, Värmland  |       | 59.164484, 12.174921 | 10218001190003 | Ladda upp en till bild av detta fornminne |
| Sillerud 167:1             | Röse                |              | Sillerud, Värmland  |       | 59.323416, 12.316062 | 10218001670001 | Ladda upp en bild av detta fornminne      |
| Sillerud 168:1             | Stensättning        |              | Sillerud, Värmland  |       | 59.324765, 12.334546 | 10218001680001 | Ladda upp en bild av detta fornminne      |
| Sillerud 169:1             | Stensättning        |              | Sillerud, Värmland  |       | 59.326191, 12.340924 | 10218001690001 | Ladda upp en bild av detta fornminne      |
| Sillerud 176:1             | Stensättning        |              | Sillerud, Värmland  |       | 59.298334, 12.313516 | 10218001760001 | Ladda upp en bild av detta fornminne      |
| Sillerud 176:2             | Stensättning        |              | Sillerud, Värmland  |       | 59.298211, 12.313424 | 10218001760002 | Ladda upp en bild av detta fornminne      |
| Sillerud 177:1             | Stensättning        |              | Sillerud, Värmland  |       | 59.297061, 12.312286 | 10218001770001 | Ladda upp en bild av detta fornminne      |
| Sillerud 177:2             | Stensättning        |              | Sillerud, Värmland  |       | 59.297312, 12.312078 | 10218001770002 | Ladda upp en bild av detta fornminne      |
| Sillerud 179:1             | Gravfält            |              | Sillerud, Värmland  |       | 59.315632, 12.322850 | 10218001790001 | Ladda upp en bild av detta fornminne      |
| Sillerud 180:1             | Gravfält            |              | Sillerud, Värmland  |       | 59.314381, 12.321334 | 10218001800001 | Ladda upp en bild av detta fornminne      |
| Sillerud 186:1             | Röse                |              | Sillerud, Värmland  |       | 59.287705, 12.456745 | 10218001860001 | Ladda upp en bild av detta fornminne      |
| Sillerud 194:1             | Hög                 |              | Sillerud, Värmland  |       | 59.359761, 12.197300 | 10218001940001 | Ladda upp en bild av detta fornminne      |
| Sillerud 195:1             | Röse                |              | Sillerud, Värmland  |       | 59.358173, 12.199876 | 10218001950001 | Ladda upp en bild av detta fornminne      |
| Sillerud 196:1             | Stensättning        |              | Sillerud, Värmland  |       | 59.356313, 12.193441 | 10218001960001 | Ladda upp en bild av detta fornminne      |
| Sillerud 197:1             | Röse                |              | Sillerud, Värmland  |       | 59.355109, 12.192280 | 10218001970001 | Ladda upp en bild av detta fornminne      |
| Sillerud 197:2             | Stensättning        |              | Sillerud, Värmland  |       | 59.355338, 12.192591 | 10218001970002 | Ladda upp en bild av detta fornminne      |
| Sillerud 198:1             | Stensättning        |              | Sillerud, Värmland  |       | 59.354405, 12.195360 | 10218001980001 | Ladda upp en bild av detta fornminne      |
| Sillerud 204:1             | Stensättning        |              | Sillerud, Värmland  |       | 59.374577, 12.214461 | 10218002040001 | Ladda upp en bild av detta fornminne      |
| Sillerud 205:1             | Stensättning        |              | Sillerud, Värmland  |       | 59.379898, 12.214786 | 10218002050001 | Ladda upp en bild av detta fornminne      |
| Sillerud 205:2             | Stensättning        |              | Sillerud, Värmland  |       | 59.380182, 12.215102 | 10218002050002 | Ladda upp en bild av detta fornminne      |
| Sillerud 222:1             | Stensättning        |              | Sillerud, Värmland  |       | 59.379899, 12.254876 | 10218002220001 | Ladda upp en bild av detta fornminne      |
| Sillerud 222:2             | Stensättning        |              | Sillerud, Värmland  |       | 59.380016, 12.254791 | 10218002220002 | Ladda upp en bild av detta fornminne      |
| Sillerud 227:1             | Stensättning        |              | Sillerud, Värmland  |       | 59.376916, 12.235576 | 10218002270001 | Ladda upp en bild av detta fornminne      |
| Sillerud 228:1             | Stensättning        |              | Sillerud, Värmland  |       | 59.380467, 12.230409 | 10218002280001 | Ladda upp en bild av detta fornminne      |
| Sillerud 235:1             | Stensättning        |              | Sillerud, Värmland  |       | 59.334218, 12.284429 | 10218002350001 | Ladda upp en bild av detta fornminne      |
| Sillerud 235:2             | Stensättning        |              | Sillerud, Värmland  |       | 59.334489, 12.284545 | 10218002350002 | Ladda upp en bild av detta fornminne      |
| Sillerud 251:1             | Stensättning        |              | Sillerud, Värmland  |       | 59.303654, 12.316459 | 10218002510001 | Ladda upp en bild av detta fornminne      |

## Trankil
| Namn                        | Lämningstyp             | Tillkomsttid | Historisk indelning | Plats | Läge                 | ID-nr          | Bild                                 |
| --------------------------- | ----------------------- | ------------ | ------------------- | ----- | -------------------- | -------------- | ------------------------------------ |
| Trankil 3:1                 | Stenkammargrav          |              | Trankil, Värmland   |       | 59.266549, 11.901879 | 10219200030001 | Ladda upp en bild av detta fornminne |
| Trankil 5:1                 | Stenkammargrav          |              | Trankil, Värmland   |       | 59.259861, 11.875653 | 10219200050001 | Ladda upp en bild av detta fornminne |
| Trankil 11:1                | Stensättning            |              | Trankil, Värmland   |       | 59.262043, 11.949119 | 10219200110001 | Ladda upp en bild av detta fornminne |
| Trankil 37:1                | Stenkammargrav          |              | Trankil, Värmland   |       | 59.262377, 11.881296 | 10219200370001 | Ladda upp en bild av detta fornminne |
| Trankil 41:1                | Lägenhetsbebyggelse     |              | Trankil, Värmland   |       | 59.333242, 11.900874 | 10219200410001 | Ladda upp en bild av detta fornminne |
| Trankil 43:1                | Husgrund, historisk tid |              | Trankil, Värmland   |       | 59.347770, 11.857898 | 10219200430001 | Ladda upp en bild av detta fornminne |
| Trankil 51:1                | Stenkrets               |              | Trankil, Värmland   |       | 59.268743, 11.949379 | 10219200510001 | Ladda upp en bild av detta fornminne |
| Trankil 51:2                | Stensättning            |              | Trankil, Värmland   |       | 59.269062, 11.949566 | 10219200510002 | Ladda upp en bild av detta fornminne |
| Trankil 51:3                | Stensättning            |              | Trankil, Värmland   |       | 59.268996, 11.949896 | 10219200510003 | Ladda upp en bild av detta fornminne |
| Trankil 53:1                | Stenkammargrav          |              | Trankil, Värmland   |       | 59.260705, 11.944080 | 10219200530001 | Ladda upp en bild av detta fornminne |
| Trankil 54:1                | Röse                    |              | Trankil, Värmland   |       | 59.259329, 11.945534 | 10219200540001 | Ladda upp en bild av detta fornminne |
| Trankil 54:2                | Stensättning            |              | Trankil, Värmland   |       | 59.259218, 11.945629 | 10219200540002 | Ladda upp en bild av detta fornminne |
| Trankil 55:1                | Stenkammargrav          |              | Trankil, Värmland   |       | 59.264372, 11.941630 | 10219200550001 | Ladda upp en bild av detta fornminne |
| Trankil 56:1                | Stenkammargrav          |              | Trankil, Värmland   |       | 59.264232, 11.940486 | 10219200560001 | Ladda upp en bild av detta fornminne |
| Trankil 57:1                | Stenkammargrav          |              | Trankil, Värmland   |       | 59.263671, 11.932621 | 10219200570001 | Ladda upp en bild av detta fornminne |
| Trankil 59:1                | Stenkammargrav          |              | Trankil, Värmland   |       | 59.325990, 11.892696 | 10219200590001 | Ladda upp en bild av detta fornminne |
| Trankil 66:1                | Stensättning            |              | Trankil, Värmland   |       | 59.365438, 11.904450 | 10219200660001 | Ladda upp en bild av detta fornminne |
| Trankil 67:1                | Stensättning            |              | Trankil, Värmland   |       | 59.365109, 11.906147 | 10219200670001 | Ladda upp en bild av detta fornminne |
| Trankil 68:1                | Stenkammargrav          |              | Trankil, Värmland   |       | 59.356097, 11.902792 | 10219200680001 | Ladda upp en bild av detta fornminne |
| Trankil 69:1                | Röse                    |              | Trankil, Värmland   |       | 59.351160, 11.872353 | 10219200690001 | Ladda upp en bild av detta fornminne |
| Trankil 70:1                | Stensättning            |              | Trankil, Värmland   |       | 59.350513, 11.867973 | 10219200700001 | Ladda upp en bild av detta fornminne |
| Trankil 71:1                | Stenkammargrav          |              | Trankil, Värmland   |       | 59.331112, 11.883279 | 10219200710001 | Ladda upp en bild av detta fornminne |
| Trankil 73:1                | Stenkammargrav          |              | Trankil, Värmland   |       | 59.311522, 11.889617 | 10219200730001 | Ladda upp en bild av detta fornminne |
| Trankil 119:1               | Stensättning            |              | Trankil, Värmland   |       | 59.306297, 11.927546 | 10219201190001 | Ladda upp en bild av detta fornminne |
| Björkeviken (Trankil 122:1) | Lägenhetsbebyggelse     |              | Trankil, Värmland   |       | 59.310728, 11.855435 | 10219201220001 | Ladda upp en bild av detta fornminne |
| Trankil 136:1               | Stenkammargrav          |              | Trankil, Värmland   |       | 59.336310, 11.925504 | 10219201360001 | Ladda upp en bild av detta fornminne |
| Trankil 149:1               | Stenkammargrav          |              | Trankil, Värmland   |       | 59.251208, 11.889728 | 10219201490001 | Ladda upp en bild av detta fornminne |
| Trankil 155:1               | Stensättning            |              | Trankil, Värmland   |       | 59.357789, 11.911237 | 10219201550001 | Ladda upp en bild av detta fornminne |
| Trankil 158:1               | Stenkammargrav          |              | Trankil, Värmland   |       | 59.341786, 11.921639 | 10219201580001 | Ladda upp en bild av detta fornminne |

## Töcksmark
| Namn                              | Lämningstyp         | Tillkomsttid | Historisk indelning | Plats | Läge                 | ID-nr          | Bild                                 |
| --------------------------------- | ------------------- | ------------ | ------------------- | ----- | -------------------- | -------------- | ------------------------------------ |
| Töcksmark 4:1                     | Stensättning        |              | Töcksmark, Värmland |       | 59.500888, 11.842096 | 10219400040001 | Ladda upp en bild av detta fornminne |
| Töcksmark 5:1                     | Stensättning        |              | Töcksmark, Värmland |       | 59.500749, 11.838238 | 10219400050001 | Ladda upp en bild av detta fornminne |
| Töcksmark 9:1                     | Stensättning        |              | Töcksmark, Värmland |       | 59.517984, 11.843854 | 10219400090001 | Ladda upp en bild av detta fornminne |
| Töcksmark 9:2                     | Stensättning        |              | Töcksmark, Värmland |       | 59.517928, 11.843603 | 10219400090002 | Ladda upp en bild av detta fornminne |
| Töcksmark 24:1                    | Stensättning        |              | Töcksmark, Värmland |       | 59.501644, 11.840997 | 10219400240001 | Ladda upp en bild av detta fornminne |
| Töcksmark 25:1                    | Stensättning        |              | Töcksmark, Värmland |       | 59.494598, 11.853428 | 10219400250001 | Ladda upp en bild av detta fornminne |
| Töcksmark 32:1                    | Stensättning        |              | Töcksmark, Värmland |       | 59.504651, 11.813595 | 10219400320001 | Ladda upp en bild av detta fornminne |
| Töcksmark 34:1                    | Stensättning        |              | Töcksmark, Värmland |       | 59.501730, 11.807757 | 10219400340001 | Ladda upp en bild av detta fornminne |
| Töcksmark 44:1                    | Hög                 |              | Töcksmark, Värmland |       | 59.543558, 11.847217 | 10219400440001 | Ladda upp en bild av detta fornminne |
| Töcksmark 44:2                    | Hög                 |              | Töcksmark, Värmland |       | 59.543752, 11.847364 | 10219400440002 | Ladda upp en bild av detta fornminne |
| Töcksmark 44:3                    | Hög                 |              | Töcksmark, Värmland |       | 59.543654, 11.847388 | 10219400440003 | Ladda upp en bild av detta fornminne |
| Töcksmark 46:1                    | Lägenhetsbebyggelse |              | Töcksmark, Värmland |       | 59.543513, 11.849235 | 10219400460001 | Ladda upp en bild av detta fornminne |
| Töcksmark 56:1                    | Hög                 |              | Töcksmark, Värmland |       | 59.543298, 11.838730 | 10219400560001 | Ladda upp en bild av detta fornminne |
| Töcksmark 57:1                    | Hög                 |              | Töcksmark, Värmland |       | 59.541471, 11.838298 | 10219400570001 | Ladda upp en bild av detta fornminne |
| Töcksmark 65:1                    | Stensättning        |              | Töcksmark, Värmland |       | 59.497594, 11.837435 | 10219400650001 | Ladda upp en bild av detta fornminne |
| Töcksmark 118:1                   | Lägenhetsbebyggelse |              | Töcksmark, Värmland |       | 59.519423, 11.799216 | 10219401180001 | Ladda upp en bild av detta fornminne |
| Töresbyns Säter (Töcksmark 130:1) | Fäbod               |              | Töcksmark, Värmland |       | 59.551947, 11.765041 | 10219401300001 | Ladda upp en bild av detta fornminne |
| Töcksmark 135:1                   | Stensättning        |              | Töcksmark, Värmland |       | 59.512697, 11.790726 | 10219401350001 | Ladda upp en bild av detta fornminne |
| Töcksmark 136:1                   | Stensättning        |              | Töcksmark, Värmland |       | 59.511963, 11.793526 | 10219401360001 | Ladda upp en bild av detta fornminne |
| Töcksmark 136:2                   | Stensättning        |              | Töcksmark, Värmland |       | 59.511711, 11.793356 | 10219401360002 | Ladda upp en bild av detta fornminne |
| Töcksmark 144:1                   | Lägenhetsbebyggelse |              | Töcksmark, Värmland |       | 59.494235, 11.825590 | 10219401440001 | Ladda upp en bild av detta fornminne |
| Töcksmark 155:1                   | Stensättning        |              | Töcksmark, Värmland |       | 59.517858, 11.791888 | 10219401550001 | Ladda upp en bild av detta fornminne |
| Töcksmark 157:1                   | Stensättning        |              | Töcksmark, Värmland |       | 59.503895, 11.807249 | 10219401570001 | Ladda upp en bild av detta fornminne |
| Töcksmark 162:1                   | Stensättning        |              | Töcksmark, Värmland |       | 59.484781, 11.829691 | 10219401620001 | Ladda upp en bild av detta fornminne |
| Töcksmark 164:1                   | Stensättning        |              | Töcksmark, Värmland |       | 59.485401, 11.818047 | 10219401640001 | Ladda upp en bild av detta fornminne |
| Töcksmark 207                     | Stensättning        |              | Töcksmark, Värmland |       | 59.514873, 11.830900 | 12000000055701 | Ladda upp en bild av detta fornminne |

## Västra Fågelvik
| Namn                  | Lämningstyp             | Tillkomsttid | Historisk indelning       | Plats | Läge                 | ID-nr          | Bild                                      |
| --------------------- | ----------------------- | ------------ | ------------------------- | ----- | -------------------- | -------------- | ----------------------------------------- |
| Västra Fågelvik 1:1   | Stenkammargrav          |              | Västra Fågelvik, Värmland |       | 59.383791, 11.900860 | 10220100010001 | Ladda upp en bild av detta fornminne      |
| Västra Fågelvik 2:1   | Stensättning            |              | Västra Fågelvik, Värmland |       | 59.369777, 11.910203 | 10220100020001 | Ladda upp en bild av detta fornminne      |
| Västra Fågelvik 4:1   | Röse                    |              | Västra Fågelvik, Värmland |       | 59.418130, 11.848593 | 10220100040001 | Ladda upp en bild av detta fornminne      |
| Västra Fågelvik 5:1   | Röse                    |              | Västra Fågelvik, Värmland |       | 59.402945, 11.843297 | 10220100050001 | Ladda upp en bild av detta fornminne      |
| Västra Fågelvik 5:2   | Stensättning            |              | Västra Fågelvik, Värmland |       | 59.402882, 11.843120 | 10220100050002 | Ladda upp en bild av detta fornminne      |
| Västra Fågelvik 21:1  | Röse                    |              | Västra Fågelvik, Värmland |       | 59.448876, 11.848387 | 10220100210001 | Ladda upp en bild av detta fornminne      |
| Västra Fågelvik 21:2  | Stensättning            |              | Västra Fågelvik, Värmland |       | 59.449068, 11.848264 | 10220100210002 | Ladda upp en bild av detta fornminne      |
| Västra Fågelvik 26:1  | Stridsvärn              |              | Västra Fågelvik, Värmland |       | 59.271186, 11.512521 | 10220100260001 | Ladda upp en till bild av detta fornminne |
| Västra Fågelvik 28:1  | Stensättning            |              | Västra Fågelvik, Värmland |       | 59.480165, 11.875380 | 10220100280001 | Ladda upp en bild av detta fornminne      |
| Västra Fågelvik 30:1  | Stensättning            |              | Västra Fågelvik, Värmland |       | 59.369644, 11.911069 | 10220100300001 | Ladda upp en bild av detta fornminne      |
| Västra Fågelvik 30:2  | Husgrund, historisk tid |              | Västra Fågelvik, Värmland |       | 59.369627, 11.911292 | 10220100300002 | Ladda upp en bild av detta fornminne      |
| Västra Fågelvik 42:1  | Stensättning            |              | Västra Fågelvik, Värmland |       | 59.448717, 11.810884 | 10220100420001 | Ladda upp en bild av detta fornminne      |
| Västra Fågelvik 44:1  | Stensättning            |              | Västra Fågelvik, Värmland |       | 59.442307, 11.814511 | 10220100440001 | Ladda upp en bild av detta fornminne      |
| Västra Fågelvik 47:1  | Stensättning            |              | Västra Fågelvik, Värmland |       | 59.422084, 11.826769 | 10220100470001 | Ladda upp en bild av detta fornminne      |
| Västra Fågelvik 54:1  | Stenkammargrav          |              | Västra Fågelvik, Värmland |       | 59.411813, 11.881887 | 10220100540001 | Ladda upp en bild av detta fornminne      |
| Västra Fågelvik 69:1  | Stensättning            |              | Västra Fågelvik, Värmland |       | 59.451434, 11.815564 | 10220100690001 | Ladda upp en bild av detta fornminne      |
| Västra Fågelvik 76:1  | Hällmålning             |              | Västra Fågelvik, Värmland |       | 59.403231, 11.879405 | 10220100760001 | Ladda upp en till bild av detta fornminne |
| Västra Fågelvik 77:1  | Stensättning            |              | Västra Fågelvik, Värmland |       | 59.414661, 11.871075 | 10220100770001 | Ladda upp en bild av detta fornminne      |
| Västra Fågelvik 108:1 | Stensättning            |              | Västra Fågelvik, Värmland |       | 59.469211, 11.831320 | 10220101080001 | Ladda upp en bild av detta fornminne      |
| Västra Fågelvik 111:1 | Fäbod                   |              | Västra Fågelvik, Värmland |       | 59.470187, 11.787657 | 10220101110001 | Ladda upp en bild av detta fornminne      |
| Västra Fågelvik 138:1 | Stensättning            |              | Västra Fågelvik, Värmland |       | 59.472496, 11.828375 | 10220101380001 | Ladda upp en bild av detta fornminne      |
| Västra Fågelvik 147:1 | Stensättning            |              | Västra Fågelvik, Värmland |       | 59.410641, 11.880991 | 10220101470001 | Ladda upp en bild av detta fornminne      |
| Västra Fågelvik 152   | Hällmålning             |              | Västra Fågelvik, Värmland |       | 59.317603, 11.829482 | 12000000019781 | Ladda upp en bild av detta fornminne      |

## Östervallskog
| Namn                           | Lämningstyp             | Tillkomsttid | Historisk indelning     | Plats | Läge                 | ID-nr          | Bild                                 |
| ------------------------------ | ----------------------- | ------------ | ----------------------- | ----- | -------------------- | -------------- | ------------------------------------ |
| Östervallskog 3:1              | Begravningsplats        |              | Östervallskog, Värmland |       | 59.581324, 11.832214 | 10220900030001 | Ladda upp en bild av detta fornminne |
| Lillerud (Östervallskog 50:1)  | Lägenhetsbebyggelse     |              | Östervallskog, Värmland |       | 59.633076, 11.940527 | 10220900500001 | Ladda upp en bild av detta fornminne |
| Östervallskog 98:1             | Husgrund, historisk tid |              | Östervallskog, Värmland |       | 59.631211, 11.947700 | 10220900980001 | Ladda upp en bild av detta fornminne |
| Östervallskog 101:1            | Stensättning            |              | Östervallskog, Värmland |       | 59.636426, 11.857726 | 10220901010001 | Ladda upp en bild av detta fornminne |
| Busätern (Östervallskog 123:1) | Fäbod                   |              | Östervallskog, Värmland |       | 59.623313, 11.726534 | 10220901230001 | Ladda upp en bild av detta fornminne |